# Albert von Cashel

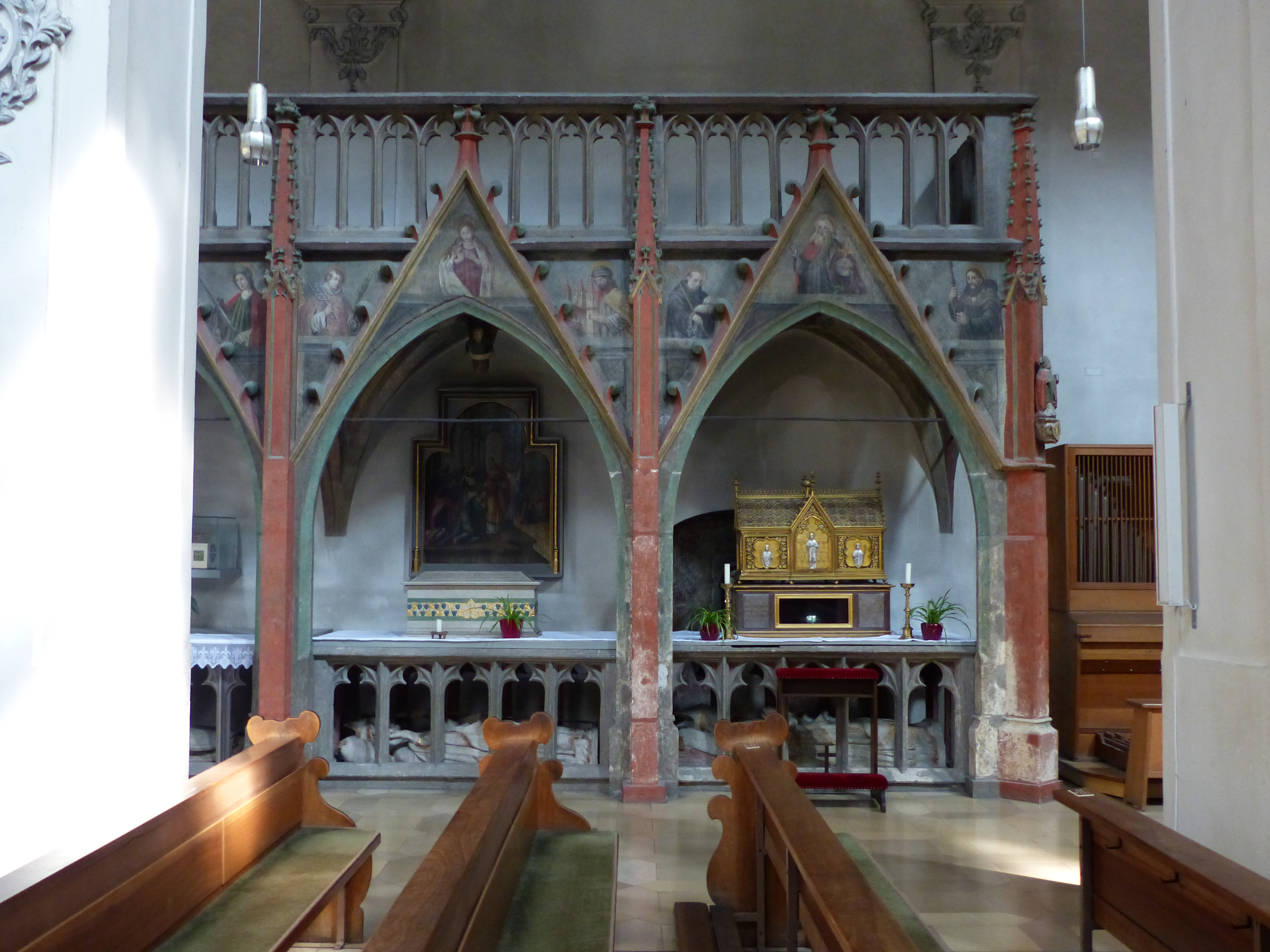
Spätgotische dreibogige Grabanlage in der Niedermünsterkirche: rechts Schrein und Grabfigur des hl. Erhard, links Steinsarkophag und Grabfigur des hl. Albert

Albert von Cashel, auch Albert von Regensburg, († zwischen 700 und 800 in Regensburg) ist ein Heiliger, der in Regensburg verehrt wird. Seine historische Existenz ist zweifelhaft. Er soll Erzbischof von Cashel und ein Gefährte des heiligen Bischofs Erhard von Regensburg gewesen sein.
Die kultische Tradition gründet sich auf eine wahrscheinlich fiktive Biografie, die ein irischer Mönch des Regensburger Schottenklosters St. Jakob im 12. Jahrhundert verfasste. Gemäß dieser Vita Albarti Archiepiscopi Casellensis habe Albert in London gelebt und sei aufgrund seines frommen Lebenswandels weithin bekannt gewesen. Erhard, der in der Vita als Ire vorgestellt wird, sei von Irland aus zu ihm gereist, um ihn zu treffen. Beide hätten Freundschaft geschlossen und seien zusammen zurück nach Irland gezogen, wo Albert auf Bitten der Einwohner von Cashel Erzbischof dieser Stadt geworden sei. Albert und Erhard hätten dann aus Sorge um ihr Seelenheil verschiedene christliche Pilgerorte aufgesucht, bevor sie sich getrennt hätten. Aus Sehnsucht nach seinem Freund sei Albert schließlich nach Regensburg gekommen, doch da Erhard mittlerweile dort verstorben sei, habe er sich weinend an dessen Grab im Regensburger Damenstift Niedermünster zu Boden geworfen. An einem 25. Mai sei er dort tot aufgefunden und bestattet worden. 
Unabhängig von dieser Biografie, die offensichtlich die Stellung der irischen Mönche in Regensburg stärken sollte, ist über Albert nichts bekannt. In jüngeren Quellen wird er auch als Ire bezeichnet. Im Niedermünster wird ihm ein Grab zugeschrieben, und es existieren unter seinem Namen Reliquien.
Alberts Gedenktag im katholischen Heiligenkalender ist der 8. Januar. Er wurde am 19. Juni 1902 durch Papst Leo XIII. heiliggesprochen.